# Пестовское сельское поселение
Пестовское сельское поселение — муниципальное образование в Пестовском районе Новгородской области России.
Административный центр — деревня Русское Пестово. Население — 1249 человек.

## География
Поселение расположено в болотистой местности к северу от райцентра Пестово, на границе с Вологодской областью. По его территории протекает река Молога, а также проходит участок автодороги Р8 Пестово — Устюжна.

## История
Статус и границы сельского поселения установлены Законом Новгородской области от 11 ноября 2005 года № 559-ОЗ «Об административно-территориальном устройстве Новгородской области».

## Население
| 2010  | 2012  | 2013  | 2014  | 2015  | 2016  | 2017  |
| ----- | ----- | ----- | ----- | ----- | ----- | ----- |
| 1113  | ↘1109 | ↗1112 | ↗1182 | ↘1173 | ↘1151 | ↘1120 |
| 2021  |       |       |       |       |       |       |
| ↗1126 |       |       |       |       |       |       |

## Состав сельского поселения
| №  | Населённый пункт     | Тип населённого пункта          | Население |
| -- | -------------------- | ------------------------------- | --------- |
| 1  | Александрово         | деревня                         | 0         |
| 2  | Афимцево             | деревня                         | 136       |
| 3  | Борисово             | деревня                         | 2         |
| 4  | Борихино             | деревня                         | 31        |
| 5  | Бревённое            | деревня                         | 8         |
| 6  | Воробьёво            | деревня                         | 0         |
| 7  | Вотроса              | деревня                         | 62        |
| 8  | Деревня имени Ленина | деревня                         | 7         |
| 9  | Дуброво              | деревня                         | 3         |
| 10 | Заручевье            | деревня                         | 13        |
| 11 | Ивановское           | деревня                         | 1         |
| 12 | Каменка              | деревня                         | 4         |
| 13 | Климово              | деревня                         | 6         |
| 14 | Красная Заря         | деревня                         | 8         |
| 15 | Лямцино              | деревня                         | 21        |
| 16 | Матрёшино            | деревня                         | 10        |
| 17 | Мирово               | деревня                         | 25        |
| 18 | Мышкино              | деревня                         | 14        |
| 19 | Новосёлки            | деревня                         | 2         |
| 20 | Пикалиха             | деревня                         | 32        |
| 21 | Плёсо                | деревня                         | 11        |
| 22 | Плотникова Горка     | деревня                         | 0         |
| 23 | Пономарёво           | деревня                         | 35        |
| 24 | Поповка              | деревня                         | 0         |
| 25 | Попово               | деревня                         | 41        |
| 26 | Русское Пестово      | деревня, административный центр | 372       |
| 27 | Свобода              | деревня                         | 5         |
| 28 | Семытино             | деревня                         | 176       |
| 29 | Староселье           | деревня                         | 25        |
| 30 | Тимофеево            | деревня                         | 30        |
| 31 | Устье-Кировское      | деревня                         | 33        |

## Экономика
На территории сельского поселения находится 3 колхоза:
1. «Верный путь» — в деревне Афимцево, производство молока и мяса; в 2008 году работали 33 человека, поголовье крупного рогатого скота составляло 330 голов (в том числе 185 — молодняка).
2. «Молога» — в деревне Устье-Кировское, производство молока и мяса; в 2008 году работали 9 человек, поголовье крупного рогатого скота составляло 95 голов (в том числе 90 — молодняка).
3. «Красное знамя» — в деревне Семытино, производство молока и мяса; в 2008 году работали 32 человека; поголовье крупного рогатого скота составляло 316 голов (в том числе 141 — молодняка).

## Люди, связанные с муниципальным образованием
- Семёнов, Павел Федорович — полный кавалер ордена Славы, ушёл на Великую Отечественную войну из деревни Дуброво Семытинского сельсовета, был разведчиком, сапёром-подрывником, командиром сапёрного взвода в боевых действиях под Москвой и Ленинградом, а также на Карельском перешейке и в Восточной Пруссии, освобождал Польшу, дошёл до Берлина. Кроме орденов Славы — I, II, III степеней, награждён орденом Красной Звезды и медалями[13].